# Bitwa nad Kropimojzą
Bitwa nad Kropimojzą - starcie zbrojne, które miało miejsce 28 listopada 1621 roku, podczas wojny polsko-szwedzkiej 1621-1626.
Aleksander Korwin Gosiewski na czele zgrupowania wojska litewskiego, rozbił nad jeziorem Kropimojza oddział szwedzki dowodzony przez Samuela Cockburna. Straty Szwedów wyniosły 280 zabitych oraz 7 sztandarów.